# Milan Galić
Milan Galić (Bosansko Grahovo, 8 de março de 1938 - Belgrado, 13 de setembro de 2014) foi um futebolista sérvio que atuou como atacante e foi campeão olímpico em 1960.
Durante sua carreira, Galić jogou em quatro clubes, Proleter Zrenjanin, Partizan, Standard Liège e Stade de Reims. Ele também representou a Iugoslávia internacionalmente, jogando 51 jogos e marcando 37 gols, sendo o segundo maior artilheiro da história da seleção, apenas atrás de Stjepan Bobek com 38. 
Depois de terminar sua carreira de jogador, Galić trabalhou para a Seleção Iugoslava de Futebol. Ele morreu em 2014, com 76 anos de idade.  

## Carreira
Depois de começar no Proleter Zrenjanin, Galić foi para o Partizan na temporada 1958-59. Ele passou oito temporadas seguintes no Stadion JNA, ganhando a Primeira Divisão Iugoslava em quatro ocasiões (1961, 1962, 1963 e 1965). Galić foi membro da equipe que perdeu por 1-2 para o Real Madrid na final na final da Liga dos Campeões de 1966.
Depois de deixar sua terra natal, Galić mudou-se para a Bélgica para jogar no Standard Liège, conquistando a Primeira Divisão Belga duas vezes (1969 e 1970) e a Copa da Bélgica em 1967. 
Ele também jogou na França no Stade de Reims entre 1970 e 1973.

## Na Seleção
Ele jogou 51 vezes pela Seleção Iugoslava de Futebol, marcando 37 gols. Ele fez parte da equipe nacional nos Jogos Olímpicos de 1960, vencendo a medalha de ouro, no Campeonato Europeu de Futebol de 1960, onde a Iuguslávia terminou em segundo lugar (apesar de seu gol na final) e na Copa do Mundo FIFA de 1962, ficando com a quarta colocação.

## Títulos

### Clube
Partizan
- Primeira Liga Iugoslava: 1960-61, 1961-62, 1962-63 e 1964-65

Standard Liège
- Primeira Divisão Belga: 1968-69 , 1969-70
- Copa da Bélgica: 1966-67

### Internacional
Iugoslávia
- Jogos Olímpicos: 1960

### Individual
- Artilheiro dos Jogos Olímpicos de 1960
- Artilheiro da Eurocopa de 1960
- Seleção da Eurocopa de 1960